# Кайнар (Курчумський район)
Кайна́р (каз. Қайнар) — село у складі Курчумського району Східноказахстанської області Казахстану. Входить до складу Куйганського сільського округу.
Населення — 53 особи (2021; 195 у 2009, 341 у 1999, 399 у 1989).
Національний склад станом на 1989 рік:
- казахи — 100 %

До 1992 року село називалося Сергієвка.